# Gone Away
Gone Away — песня американской рок-группы The Offspring. Песня является седьмым треком с четвёртого студийного альбома Ixnay on the Hombre, а также вторым синглом с него. Песня также вошла в сборник лучших песен группы Greatest Hits.
Сингл достиг высоких позиций в чартах: он занял первую строчку Hot Mainstream Rock Tracks (впервые в истории группы; позже такого же успеха добилась песня «Coming for You») и четвёртую строчку Alternative Songs. В течение 2009 года The Offspring группа давала гастроли в США и в Европе, на которых Декстер Холланд, вокалист группы, исполнял партии на пианино. Две песни с сингла («D.U.I.» и «Hey Joe») попали в сборник Happy Hour!.
Песня стала первым синглом в истории группы, получившим статус золотого (по версии ARIA).

## Список композиций

### CD сингл
| №  | Название                         | Длительность |
| -- | -------------------------------- | ------------ |
| 1. | «Gone Away»                      | 4:27         |
| 2. | «Cool to Hate»                   | 2:46         |
| 3. | «D.U.I.»                         | 2:27         |
| 4. | «Hey Joe» (кавер Билли Робертса) | 2:37         |

### 7" виниловая пластинка
| №  | Название                        | Длительность |
| -- | ------------------------------- | ------------ |
| 1. | «Gone Away»                     | 4:27         |
| 2. | «D.U.I.» (раньше не издавалась) | 2:27         |

### Промо CD
| №  | Название    | Длительность |
| -- | ----------- | ------------ |
| 1. | «Gone Away» | 4:27         |

## Клип
В клипе группа играет в тёмной и заброшенной скотобойне. Декстер Холланд большую часть видео поёт в сферообразную лампу, представляющую собой душу умершего. Также в комнате с лампой подвешен микрофон, который под конец видео качается, уходя в темноту. Продюсером видео стал Дэйв Джерден.

## Чарты и сертификации
| Чарт (1997)                         | Высшая позиция |
| ----------------------------------- | -------------- |
| Австралия (ARIA)                    | 16             |
| RPM Singles Chart                   | 28             |
| RPM Alternative 30                  | 6              |
| Германия (GfK)                      | 93             |
| Нидерланды (Single Top 100)         | 93             |
| Новая Зеландия (Recorded Music NZ)  | 35             |
| UK Singles Chart                    | 42             |
| США (Billboard Mainstream Rock)     | 1              |
| США (Billboard Alternative Airplay) | 4              |

| Регион | Сертификация | Продажи |
| --- | ------------ | ------- |
| Австралия (ARIA) | Золотой      | 35 000^ |
| * Данные о продажах приведены только на основе сертификации. ^ Данные о тиражах приведены только на основе сертификации. |              |         |

## Каверы
- Американская группа Noctura включила кавер на «Gone Away» в альбом Surrender the Sun.
- Группа Blood of the Martyrs[англ.], исполняющая христианский метал, записала кавер на песню и выпустила его в качестве сингла в сентябре 2013 года.
- Индастриал-группа W.A.S.T.E.[англ.] включили кавер на «Gone Away» в альбом Warlord Mentality, вышедший в 2014 году.
- Five Finger Death Punch включили песню в свой сборник A Decade of Destruction и в альбом And Justice for None.
- В 2021 году The Offspring записали новую пианинную версию песни Gone Away. Трек вошёл в альбом Let the Bad Times Roll.
- Американская исполнительница так называемого "хэвен-метала" Midwife использовала припев песни в ее треке "2020"[12].